# Grzegorz Raniewicz

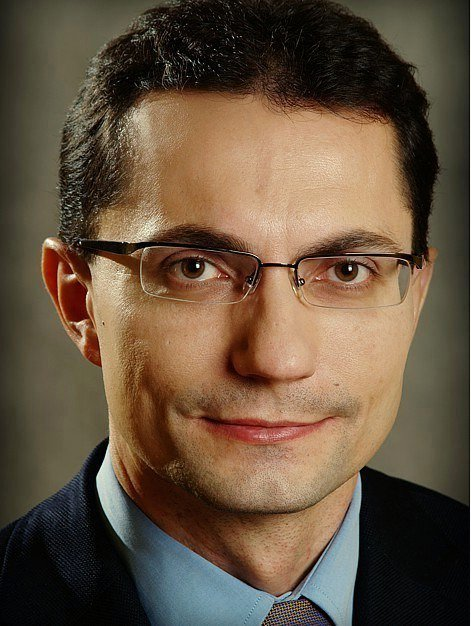
Grzegorz Raniewicz (2007)

Grzegorz Raniewicz (* 9. Juli 1970 in Chełm) ist ein polnischer Politiker der Platforma Obywatelska (Bürgerplattform).
Grzegorz Raniewicz studierte an der Ingenieurshochschule in Radom (heute Politechnika Radomska im. Kazimierza Pułaskiego) und schloss sein Studium als Ingenieur für Mechanik ab. 2002 bis 2006 saß er im Stadtrat von Chełm und von 2006 bis 2007 im Sejmik der Wojewodschaft Lublin. Seine Kandidatur zur Europawahl 2004 blieb erfolglos. Bei den vorgezogenen Parlamentswahlen 2007 trat er für die Bürgerplattform an und konnte mit 9.912 Stimmen ein Mandat für den Sejm erringen.
Grzegorz Raniewicz ist verheiratet und hat vier Kinder.